# Auguste Desnoyers

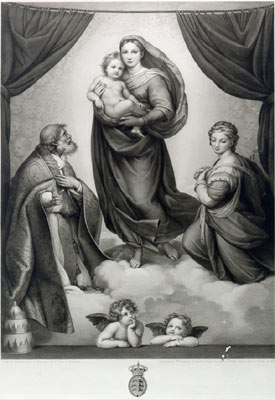
Sixtinska madonnan, kopparstick av Desnyers efter målning av Rafael, 1841.

Auguste Gaspard Louis Boucher Desnoyers, född 19 december 1779, död 16 februari 1857, var en fransk kopparstickare.
Desnoyes utförde med tekniskt mästerskap 75 blad, av vilka flera efter Rafael (bland annat La belle jardinière, Transfigurationen och Sixtinska madonnan) samt Napoleon I:s och Charles Maurice de Talleyrands porträtt efter målningar av François Gérard.